# Hard Knocks
Hard Knocks – dwudziesty pierwszy album muzyczny Joe Cockera, wydany w roku 2010.
Album dotarł na 1. miejsce Billboard Independent Albums. W Polsce uzyskał status złotej płyty.

## Lista utworów
1. "Hard Knocks" (Marc Broussard/Maxwell Aaron Ramsey/Shannon Sanders) - 3:24
2. "Get On" (Matt Serletic/Danny Myrick/Stephanie Bentley) - 3:28
3. "Unforgiven" (Mitch Allan/Kara DioGuardi/Nick Lachey/Dave Hodges) - 4:14
4. "The Fall" (Matt Serletic/Danny Myrick/Aimée Proal) - 3:49
5. "So It Goes" (Matt Serletic/Jeffrey Steele/Danny Myrick) - 3:21
6. "Runaway Train" (Ollie Marland) - 3:27
7. "Stay The Same" (Matt Serletic/Danny Myrick/Stephanie Bentley) - 4:39
8. "Thankful" (Matt Serletic/Kara DioGuardi) - 3:59
9. "So" (Chantal Kreviazuk/Thomas "Tawgs" Slater) - 3:56
10. "I Hope" (Kevin Moore/Martie Maguire/Natalie Maines/Emily Robison) - 4:46
11. "Forever Changed" - 3:51 - iTunes bonus track

Limited Live Edition dodatkowe utwory
1. "Hard Knocks" (Marc Broussard/Maxwell Aaron Ramsey/Shannon Sanders)
2. "Get On" (Matt Serletic/Danny Myrick/Stephanie Bentley)
3. "Unforgiven" (Mitch Allan/Kara DioGuardi/Nick Lachey/Dave Hodges)
4. "Thankful" (Matt Serletic/Kara DioGuardi)
5. "You Are So Beautiful" (Newman)
6. "With a Little Help from My Friends" (Lennon/McCartney)

## Skład
- Joe Cocker - wokal
- Ray Parker Jr. - gitara
- Tim Pierce - gitara
- Joel Shearer - gitara
- Tom Bukovac - gitara
- Kenny Greenberg - gitara
- Chris Chaney - gitara basowa
- Glenn Worf - gitara basowa
- Josh Freese - perkusja
- Dorian Crozier - perkusja
- Matt Chamberlain - perkusja
- Greg Morrow - perkusja
- Jamie Muhoberac - keyboard
- Matt Serletic - keyboard
- Jeff Babko - puzon
- Cleto Escobedo III - saksofon
- Ron King - trąbka
- Robyn Troup - wokal wspierający
- Sherree Brown - wokal wspierający
- Rich King - wokal wspierający
- Mabvuto Carpenter - wokal wspierający
- Stephanie Bentley - wokal wspierający
- Kim Keys - wokal wspierający
- Ashley Cleveland - wokal wspierający
- Judson Spence - wokal wspierający
- Stevie Blacke - wiolonczela, skrzypce, altówka
- Chór Gospel